# Llista de parcs nacionals de Noruega

Mapa dels parcs nacionals de la Noruega continental.

Noruega té 44 parcs nacionals, set dels quals es troben a l'arxipèlag Svalbard. Als parcs nacionals de Noruega està prohibit l'accés de vehicles motoritzats, però d'altra banda hi ha lliure accés, que fa possible realitzar senderisme, esquí i acampada, sempre respectant el medi natural. Les carreteres, els allotjaments i els centres d'informació es troben fora dels terrenys dels parcs, que es troben administrats per la Direcció de Gestió Natural de Noruega (en noruec, Direktoratet for naturforvaltning) i el govern de cada comtat.

Mapa dels parcs nacionals de Svalbard (en verd).

El Parc Nacional de Ytre Hvaler és un parc marí i tots els parcs de Svalbard també contenen regions marines. El parc nacional més gran de Noruega és Sør-Spitsbergen, amb una superfície de 13.286 km², dels quals només 5141 km² són terra. El parc continental més extens és Hardangervidda, amb una àrea de 3422 km². A l'extrem oposat, Gutulia és el més petit, amb únicament 23 km² d'extensió. Els dos primers parc nacionals de Noruega van ser creats el 1962 i el 1963.

## Parcs nacionals
| Imatge | Nom                       | Comtat                                  | Creació | Àrea       | Ref   |
| ------ | ------------------------- | --------------------------------------- | ------- | ---------- | ----- |
|        | Ånderdalen                | Troms                                   | 1970    | 125 km²    | [ 1 ] |
| —      | Blåfjella–Skjækerfjella   | Nord-Trøndelag                          | 2004    | 1924 km²   | [ 1 ] |
|        | Breheimen                 | Oppland, Sogn og Fjordane               | 2009    | 1671 km²   |       |
|        | Børgefjell                | Nord-Trøndelag, Nordland                | 1963    | 1447 km²   | [ 1 ] |
|        | Dovre                     | Oppland                                 | 2003    | 289 km²    | [ 1 ] |
|        | Dovrefjell–Sunndalsfjella | Møre og Romsdal, Oppland, Sør-Trøndelag | 1974    | 1693 km²   | [ 1 ] |
|        | Færder                    | Vestfold                                | 2013    | 350 km²    | [ 1 ] |
|        | Femundsmarka              | Hedmark, Sør-Trøndelag                  | 1971    | 573 km²    | [ 1 ] |
|        | Folgefonna                | Hordaland                               | 2005    | 545 km²    | [ 1 ] |
|        | Forlandet                 | Svalbard                                | 1973    | 4647 km²   | [ 2 ] |
|        | Forollhogna               | Sør-Trøndelag, Hedmark                  | 2001    | 1062 km²   | [ 1 ] |
|        | Fulufjellet               | Hedmark                                 | 2012    | 83 km²     | [ 3 ] |
|        | Gutulia                   | Hedmark                                 | 1968    | 23 km²     | [ 1 ] |
|        | Hallingskarvet            | Buskerud, Hordaland                     | 2006    | 450 km²    |       |
|        | Hardangervidda            | Buskerud, Hordaland, Telemark           | 1981    | 3422 km²   | [ 1 ] |
|        | Indre Wijdefjorden        | Svalbard                                | 2005    | 1127 km²   | [ 2 ] |
|        | Jostedalsbreen            | Sogn og Fjordane                        | 1991    | 1310 km²   | [ 1 ] |
|        | Jotunheimen               | Oppland, Sogn og Fjordane               | 1980    | 1151 km²   | [ 1 ] |
|        | Junkerdal                 | Nordland                                | 2004    | 682 km²    | [ 1 ] |
|        | Láhko                     | Nordland                                | 2012    | 188 km²    |       |
|        | Langsua                   | Oppland                                 | 2011    | 537 km²    |       |
|        | Lierne                    | Nordland                                | 2004    | 333 km²    | [ 1 ] |
|        | Lomsdal–Visten            | Nordland                                | 2009    | 682 km²    |       |
|        | Møysalen                  | Nordland                                | 2003    | 51 km²     |       |
|        | Nordenskiöld Land         | Svalbard                                | 2003    | 1362 km²   | [ 2 ] |
|        | Nordre Isfjorden          | Svalbard                                | 2003    | 2954 km²   | [ 2 ] |
|        | Nordvest-Spitsbergen      | Svalbard                                | 1973    | 9914 km²   | [ 2 ] |
|        | Øvre Anárjohka            | Finnmark                                | 1975    | 1390 km²   | [ 1 ] |
|        | Øvre Dividal              | Troms                                   | 1971    | 750 km²    | [ 1 ] |
|        | Øvre Pasvik               | Finnmark                                | 1970    | 119 km²    | [ 4 ] |
|        | Rago                      | Nordland                                | 1971    | 171 km²    | [ 1 ] |
|        | Reinheimen                | Oppland, Møre og Romsdal                | 2006    | 1969 km²   |       |
|        | Reisa                     | Troms                                   | 1986    | 803 km²    | [ 1 ] |
|        | Rohkunborri               | Troms                                   | 2011    | 571 km²    |       |
|        | Rondane                   | Hedmark, Oppland                        | 1962    | 963 km²    | [ 1 ] |
|        | Saltfjellet–Svartisen     | Nordland                                | 1989    | 2102 km²   | [ 1 ] |
|        | Sassen–Bünsow Land        | Svalbard                                | 2003    | 1230 km²   | [ 2 ] |
|        | Seiland                   | Finnmark                                | 2006    | 316 km²    |       |
|        | Sjunkhatten               | Nordland                                | 2010    | 417 km²    |       |
|        | Skarvan i Roltdalen       | Nord-Trøndelag, Sør-Trøndelag           | 2004    | 441 km²    | [ 1 ] |
|        | Sør-Spitsbergen           | Svalbard                                | 1973    | 13 286 km² | [ 2 ] |
|        | Stabbursdalen             | Finnmark                                | 1970    | 747 km²    | [ 1 ] |
|        | Varangerhalvøya           | Finnmark                                | 2006    | 1804 km²   |       |
|        | Ytre Hvaler               | Østfold                                 | 2009    | 354 km²    |       |

## Antics parcs nacionals
| Nom            | Comtat         | Des de | Fins | Àrea (terra, km²) | Substituït per          | Ref   |
| -------------- | -------------- | ------ | ---- | ----------------- | ----------------------- | ----- |
| Gressåmoen     | Nord-Trøndelag | 1970   | 2004 | 182 km²           | Blåfjella–Skjækerfjella |       |
| Ormtjernkampen | Oppland        | 1968   | 2011 | 9 km²             | Langsua                 | [ 1 ] |